# 飯詰村 (青森県)
飯詰村（いいづめむら）は、かつて青森県にあった村。

## 沿革
- 1889年（明治22年）4月1日 - 町村制施行により北津軽郡飯詰村、下岩崎村が合併し、飯詰村が発足。
- 1954年（昭和29年）10月1日 - 五所川原町、栄村、中川村、三好村、長橋村、松島村と合併し市制施行して五所川原市となる。

## 公共施設
五所川原市との合併時点
- 飯詰郵便局
- 飯詰中学校
- 飯詰小学校
- 津軽鉄道津軽飯詰駅